# Лог-Лейн-Вілледж (Колорадо)
Лог-Лейн-Вілледж (англ. Log Lane Village) — місто (англ. town) в США, в окрузі Морган штату Колорадо. Населення — 913 особи (2020).

## Географія
Лог-Лейн-Вілледж розташований за координатами 40°16′13″ пн. ш. 103°49′46″ зх. д. / 40.27028° пн. ш. 103.82944° зх. д. (40.270230, -103.829382).  За даними Бюро перепису населення США в 2010 році місто мало площу 0,71 км², уся площа — суходіл.

## Демографія
Згідно з переписом 2010 року, у місті мешкали 873 особи в 300 домогосподарствах у складі 214 родин. Густота населення становила 1231 особа/км².  Було 343 помешкання (484/км²).
Расовий склад населення:
| - 71,6 % — білих - 0,5 % — корінних американців - 0,3 % — чорних або афроамериканців - 0,1 % — вихідців з тихоокеанських островів - 25,1 % — осіб інших рас |

До двох чи більше рас належало 2,4 %. Частка іспаномовних становила 50,1 % від усіх жителів.
За віковим діапазоном населення розподілялося таким чином: 31,5 % — особи молодші 18 років, 56,1 % — особи у віці 18—64 років, 12,4 % — особи у віці 65 років та старші. Медіана віку мешканця становила 33,1 року. На 100 осіб жіночої статі у місті припадало 106,4 чоловіків;  на 100 жінок у віці від 18 років та старших — 97,4 чоловіків також старших 18 років.
Середній дохід на одне домашнє господарство  становив 42 227 доларів США (медіана — 35 083), а середній дохід на одну сім'ю — 43 510 доларів (медіана — 40 625). Медіана доходів становила 35 750 доларів для чоловіків та 25 938 доларів для жінок. За межею бідності перебувало 18,6 % осіб, у тому числі 25,0 % дітей у віці до 18 років та 11,6 % осіб у віці 65 років та старших.
Цивільне працевлаштоване населення становило 430 осіб. Основні галузі зайнятості: роздрібна торгівля — 18,6 %, освіта, охорона здоров'я та соціальна допомога — 15,6 %, виробництво — 13,3 %, будівництво — 12,6 %.